# Lathys nielseni
Lathys nielseni is een spinnensoort in de taxonomische indeling van de kaardertjes (Dictynidae).
Het dier behoort tot het geslacht Lathys. De wetenschappelijke naam van de soort werd voor het eerst geldig gepubliceerd in 1932 door Ehrenfried Schenkel-Haas.